# Mergelgrube

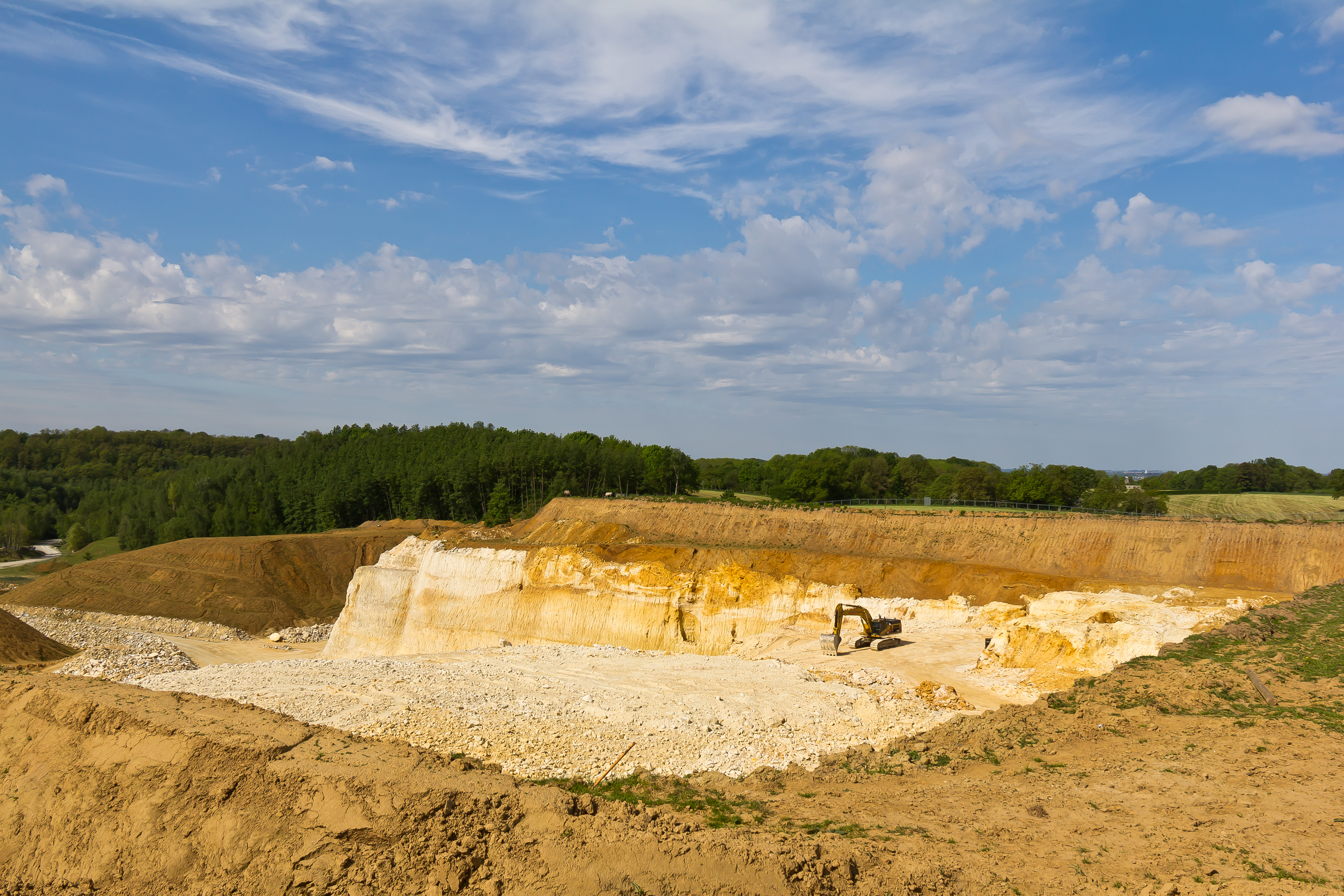
Mergelgrube Groeve ’t Rooth, Limburg (Niederlande)

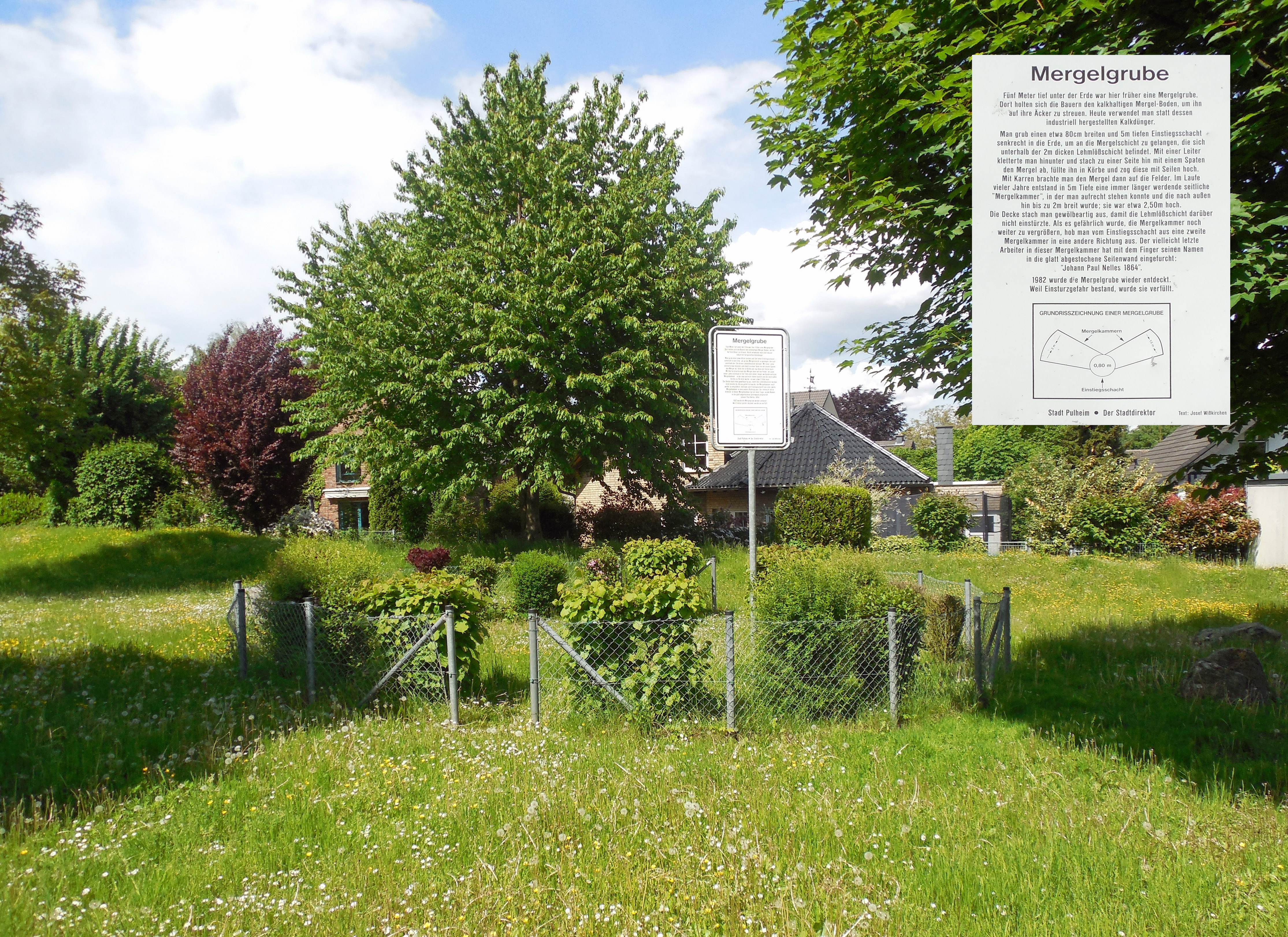
Zugeschüttete Mergelgrube, Pulheim, Rheinland

Eine Mergelgrube ist eine künstlich erstellte Vertiefung, die dazu diente, Mergel abzubauen. Bekannt sind die Mergelgruben im Kreidehochplateau des Pays de Caux der Haute-Normandie.

## Pays de Caux
Im 19. Jahrhundert gruben die Cauchois hunderte Schächte in die Kreideschichten der Hochebene, um den tiefergelegenen Mergel abzubauen. Die Schächte waren 10 bis 30 Meter tief und führten zu Strecken von 10 bis 20 Meter Länge und 2 bis 3 Meter Höhe. Nach beendetem Abbau wurden sie wieder aufgefüllt. Ihr Standort war nur noch durch Bäume auszumachen, welche an dieser Stelle gepflanzt worden waren. Im Laufe der Zeit (und durch die Flurbereinigungen) sind diese einzelnen Bäume inmitten von weiten Feldern aber verschwunden und mit ihnen die Erinnerung an diese Kleinbergwerke.
Erosions- und Auflösungsprozesse führen zuweilen zu Absenkungen und Einstürzen, den sogenannten Einsturzstellen.

## Deutschland
In Deutschland sind Mergelgruben vielerorts in heutigen oder ehemaligen Weinbergen zu finden. Am oberen Ende des jeweiligen Weinbergs befindet sich eine Grube von zwei bis drei Metern Tiefe, aus der früher Mergel abgebaut und in die darunter liegenden Weinberge verbracht wurde.